# Roger Boutry
Pour les articles homonymes, voir Boutry.
Roger Boutry (Paris, 27 février 1932 - Paris, 7 septembre 2019) est un pianiste, compositeur et chef d'orchestre français.

## Biographie
Roger Boutry est né le 27 février 1932 dans le 10e arrondissement de Paris, de parents musiciens, originaires de Cambrai. Sa mère est pianiste et chanteuse et son père est trombone solo à l'Orchestre national de la Radiodiffusion française (dont il est l’un des fondateurs avec Désiré-Émile Inghelbrecht). Il poursuit ses études secondaires au lycée Chaptal. Il est ensuite admis en 1944 au Conservatoire national de musique et d'art dramatique dont il est lauréat de plusieurs premiers prix : solfège en 1944 (classe de Lucette Descaves), piano : 1er  nommé en 1948 (classe de Jean Doyen), harmonie en 1949 (classe d'Henri Challan), musique de chambre en 1949 (classe de Pierre Pasquier), accompagnement au piano en 1950 (classe de Nadia Boulanger), fugue et contrepoint en 1951 (classe de Noël Gallon), direction d'orchestre : 1er nommé en 1953 (classe de Louis Fourestier), composition en 1954 (classe de Tony Aubin).
Il reçoit le grand prix de Rome en 1954 et est finaliste au concours Tchaïkovsky à Moscou en 1958.
Pensionnaire de la Villa Médicis de 1955 à 1958, il effectue son service militaire d’abord à Grenoble, au 6e bataillon des Chasseurs alpins, puis durant deux ans en Grande Kabylie. C’est à son retour d’Algérie en 1962, qu’il entame une carrière internationale de concertiste aux États-Unis, en URSS, en Australie, au Japon. Il joue sous la direction des plus éminents chefs : André Cluytens, Pierre Dervaux, Désiré-Émile Inghelbrecht, Jean Martinon, Pierre Monteux.
Comme chef d’orchestre, il commence sa carrière avec l’Orchestre de l'Opéra de Monte-Carlo, puis dirige les orchestres de la RATB de Bruxelles, de la RAI de Rome, des Concerts Colonne, Lamoureux, Pasdeloup.
Nommé professeur au Conservatoire national supérieur de musique de Paris, il y enseigne l'harmonie de 1962 à 1997. Il a notamment pour élèves Olivier Chassain, Thierry Escaich, Naji Hakim, Claude Pichaureau, Dino Lumbroso, Selman Ada, François Weigel, Jean-Philippe Navarre. Il est également chargé de cours de direction chorale au Centre national de préparation au CAEM (Paris) de 1965 à 1970, et à partir de 1963 de la rédaction des épreuves d’écriture pour les concours de recrutement des chefs de musique des Armées (il a d'ailleurs beaucoup composé pour les instruments à vent).
C’est en janvier 1973, après un concours sur titre, qu’il est nommé chef des musiques de la Garde républicaine et dirige ainsi jusqu’en février 1997 l’orchestre d'harmonie, l’orchestre symphonique, l’orchestre à cordes et les formations de musique de chambre. Premier chef d’une musique militaire à avoir le grade de colonel, il est nommé président honoraire de l’Orchestre de la Garde républicaine.
Ses compositions ont été publiées aux Editions Leduc, aux Editions Lemoine, aux Editions Salabert. Son catalogue a été repris en grande partie par les Editions Robert Martin.

## Distinctions
- Prix de Rome (1954)[11]
- Grand prix musical de la Ville de Paris pour le Rosaire de joies (1963)
- Prix Georges Bizet de l’Académie des beaux-arts pour le Concerto pour orchestre (1967)
- Grand prix de la promotion symphonique de la Sacem (1970)
- Prix de la Fondation Pineau-Chaillou pour les œuvres Rosaire de joies, Concerto-Fantaisie, Reflets sur Rome (1971)
- Grand prix Charles Cros 1974 pour le disque Les chefs-d'œuvre de la musique russe
- Prix Sacem Pierre et Germaine Labole 1979 pour l’ensemble de son œuvre pour orchestre d'harmonie
- Élu Personnalité de l’année 1989 pour l’ensemble de ses activités artistiques
- Membre du jury aux examens du Conservatoire national supérieur de musique et de danse de Paris et du Conservatoire national supérieur de musique et de danse de Lyon
- Membre du CNMP au ministère des Affaires culturelles à compter de 1969
- Président d'honneur de la Spédidam
- Membre du Comité d'honneur de l'ordre national des musiciens
- Récipiendaire de la médaille de vermeil de la Ville de Paris en 1990
- Membre d'honneur de l'Association française pour l'essor des ensembles à vents (AFEEV)

## Œuvres
- Alternances, pour plusieurs saxophones (1974)
- Asuka, pour clarinette et piano - Editions Billaudot (Référence : 149822) (ISMN 9790043073468)
- Burlesque, pour orchestre (1958) - Editions Salabert
- Capriccio, pour trombone et piano - Editions Leduc (Référence : AL21791)
- Chants de l'Apocalypse, six tableaux pour quintette de cuivres solo - Editions Robert Martin (Référence : BOUT02285-CO) (ISMN 9790231022858)
- Chaka, oratorio dramatique et ballet pour récitant, chœur et orchestre, sur un poème de Léopold Sédar Senghor
- Choral varié, pour trombone et piano - Editions Leduc (Référence : AL21675)
- Concertino pour cornet en sib et piano - Editions Leduc (Référence : AL23741)
- Concertino pour flûte et piano - Editions Leduc (Référence : AL21583)
- Concerto pour flûte et orchestre
- Concerto pour orgue et orchestre
- Concerto pour saxophone et orchestre (saxophone alto ou saxophone soprano) - Editions Robert Martin (Référence : BOUT05015) - (ISMN 9790231050158)
- Concerto pour trombone et piano - Editions Leduc (Référence : AL23346)
- Concerto pour trompette et orchestre d'harmonie (2000) - Editions Robert Martin (Référence : BOUT04360-CO) - (ISMN 9790231043600)
- Concerto Fantaisie, pour piano et orchestre
- Cri de l'Âme, pour voix et orchestre - Editions Robert Martin (Référence : BOUT02554) - (ISMN 9790231025545)
- Deux Pièces en Sextuor, pour quintette à vent et harpe (ou piano) - Editions Leduc
- Divertimento, pour orchestre
- Divertimento, pour saxophone alto et orchestre à cordes (ou piano) - Editions Leduc (Référence : AL23463) - (ISMN 9790231044409)
- Douze Études de Haut Perfectionnement
- Eclats d'Azur, quatuor de saxophone solo - Editions Robert Martin (Référence : BOUT04440) - (ISMN 9790231043549)
- En avant (1964), pour fanfare
- En bleu et rouge, pour clarinette et piano - Editions Robert Martin (Référence : BOUT02584) - (ISMN 9790231025842)
- En Habit d'Arlequin, pour orchestre à cordes - Editions Robert Martin (Référence : BOUT043228) - (ISMN 9790231042283)
- En Images, pour piano - Editions Salabert  (ISBN 9780048022622)
- Evocations, pour le 11e Band Festival de Taïwan (inédit)
- Fantasia, pour trombone et piano - Editions Billaudot (Référence : GB4051)
- Fête, pour orchestre d'harmonie - Editions Pierre Lafitan (ISMN 9790232207049)
- Feux de Cuivres (1994), pour six trompettes (en ut ou sib) - Editions Robert Martin (Référence : BOUT03595) - (ISMN 9790231035957)
- Feux fantasques, pour trompette et piano - Editions Robert Martin (Référence : BOUT04321) - (ISMN 9790231043211)
- Hymne officiel de la Confédération Musicale de France (1968) - Editions Leduc
- Ikiru Yorokobi (Joie de vivre) en 1987, pour orchestre d'harmonie - Editions Robert Martin (Référence : BOUT02350-CO) - (ISMN 9790231023503)
- Interférence I, pour basson et piano - Editions Warner Chappell France (Référence MF510) -  (ISBN 9788882914745)
- Le Rosaire des joies, ballet pour récitante, soprano, chœur et orchestre, sur un poème de Marie Noël
- Le Voleur d'Etincelles, pour piano à six mains (2014) - Editions Salabert
- Marche de Novembre (1975)
- Marche de Printemps (1980) - Editions de Radio France
- Marche solennelle des 10e Jeux Olympiques d'Hiver
- Métachrome, pour orchestre - Editions Robert Martin (Référence : BOUT03822) - (ISMN 9790231038224)
- Mosaïque, pour euphonium (ou saxhorn en ut ou en sib) et piano - Editions Billaudot (ISMN 9790043073451)
- Odeur de Myrtilles (texte de Louis Aragon), pour voix et orchestre - Editions Robert Martin (Référence : ARAG02875) - (ISMN 9790231028751)
- Ô Paix (1999), pour chœur mixte et orchestre à vents sur un poème de Jean de la Fontaine - Editions Corélia
- Ouverture des chants du monde (1967)
- Ouverture-Tableau (1959), pour orchestre - Editions Leduc et Editions Robert Martin (Références L-AL22792) - (ISMN 9790231227925)
- Parade (2001) - Editions Lafitan
- Passacaille et Danse profane, ballet
- Pastels et Contours, pour 5 harpes
- Pièce brève, pour trombone basse et piano - Editions Salabert (Référence : SLB00183000) - (ISMN 9790048023352)
- Pièce en fa, pour trombone - Editions Billaudot (Référence GB5111) - (ISMN 9790043073468)
- Pièce en sol, pour trombone - Editions Billaudot (Référence GB5110)
- Presto à la manière de..., pour orchestre d'harmonie - Editions Robert Martin (Références : BOUT04894-CO) - (ISMN 9790231048940)
- Prisme, pour basson et piano
- Quatuor, pour 4 trombones
- Rapsodie (1958) pour piano et harmonie
- Refrain, pour violon et piano - Editions Robert Martin (Référence : BOUT03912) - (ISMN 9790231039122)
- Reflets sur Rome, pour orchestre
- Réfractions, pour saxophone alto et piano - Editions Billaudot (Référence : GB9059) - (ISMN 9790043090595)
- Rondoletto, pour piano - Editions Pierre Lafitan (ISMN 9790232215679)
- Scherzo Impromptu, pour piano - Editions Salabert (ISMN 9790048024472)
- Séquences, pour multi percussions solo - Editions Salabert (Référence : EAS17243)
- Sérénade, pour saxophone alto et orchestre (ou piano) - Editions Salabert
- Sonate, pour violon et piano (1966)[12] - Editions Salabert (Référence : SLB5800)
- Sonate pour violon seul - Editions Robert Martin (Référence : BOUT04726) - (ISMN 9790231047264)
- Tabatière à Musique, pour piano à quatre mains (2014) - Editions Salabert (ASIN B00JDNN24G)
- Tableaux symphoniques, pour orchestre (enregistré en 1983)
- Tétracor, pour quatre cors - Editions Leduc (Référence : AL25012)
- Têtrade (1995), pour orchestre d'harmonie - Editions Robert Martin (Référence : BOUT02765) - (ISMN 9790231027655)
- Trio, pour trois trombones - Editions Billaudot (Référence : GB7555) - (ISMN 9790043075554)
- Triptyque 51 (1970), poème symphonique - Editions Leduc
- Trombonera, pour trombone et orchestre - Editions Robert Martin (Référence : BOUT04524-BA) - (ISMN 9790231045246)
- Trois Regards sur Taïwan[13] (2013) - Editions Robert Martin (Références : BOUT05181) - (ISMN 9790231051810)
- Trompetunia, pour trompette en ut ou en sib et piano - Editions Leduc (Référence AL21648)
- Trumpeldor, pour trompette en ut ou en sib et piano - Editions Leduc (Référence : AL23224)
- Tubacchanale, pour tuba et piano - Editions Leduc (Référence : AL21684)
- Tubaroque, pour tuba et piano - Editions Leduc (Référence : AL21635)
- Urashima, pour violon solo et quatuor à cordes - Editions Robert Martin (Référence : BOUT05017) - (ISMN 9790231050172)
- Variations à l'ancienne, pour violoncelle et piano - Editions Salabert (ISMN 9790048024649)
- Variations sur un thème imaginaire, pour piano solo - Editions Robert Martin (Référence : BOUT04523) - (ISMN 9790231045239)
- Voiles, sur un poème de Lamartine, pour voix et piano - Editions Robert Martin (Référence : BOUT03082) - (ISMN 9790231030822)
- Wu-Ji, pour orchestre d'harmonie et piano solo - Editions Robert Martin (Référence : BOUT03797) - (ISMN 9790231037975)

## Arrangements
- Bach : Magnificat, pour orchestre d'harmonie - Editions Robert Martin (Référence : BACH02381-CO) - (ISMN 9790231023817)
- Bach : Sept Chorals, pour orchestre d'harmonie - Editions Robert Martin (Référence : BACH22620-CO) - (ISMN 9790231226201)
- Debussy : Prélude à l'après-midi d'un Faune, pour orchestre d'harmonie - Editions Robert Martin (DEBU03780-CO) - (ISMN 9790231037807)
- Debussy : Fêtes, pour orchestre d'harmonie - Editions Robert Martin (DEBU04159-CO) - (ISMN 9790231041590)
- de Lalande : Symphonie du Te Deum, pour orchestre d'harmonie - Editions Robert Martin (DELA00530-CO) - (ISMN 9790231005301)
- Devienne : Ouverture, pour orchestre d'harmonie - Editions Robert Martin (DEVI00107- CO) - (ISMN 9790231001075)
- Hymne européen, pour orchestre d'harmonie - Editions Robert Martin (Référence : BEET03499-CO) - (ISMN 9790231034998)
- La Carmagnole, pour orchestre d'harmonie - Editions Robert Martin (Référence : BOUT04003) - (ISMN 9790231040036)
- Rimski-Korsakov : Vol du Bourdon, pour orchestre d'harmonie - Editions Robert Martin (KORS04004-BA)- (ISMN 9790231040043)
- Weber : Concerto pour clarinette no 1 opus 73, pour orchestre d'harmonie - Editions Robert Martin (WEBE02631-CO)- (ISMN 9790231026313)

## Discographie
- Johann Sebastian Bach : Extraits du Petit Livre d'Orgue. Orchestre de la Garde républicaine (direction Roger Boutry) - Disque Déesse (Référence DDLX155)
- Ludwig van Beethoven : Concerto no 5 (Empereur). Claude Kahn (piano). Orchestre de la Garde républicaine (direction Roger Boutry). Disque Epidaure (Références 10.043)
- Georges Bizet : L'Arlésienne et Ouverture de Carmen. Orchestre de la Garde républicaine, direction Roger Boutry - Disque Déesse (Référence DDLX291-2)
- Alexandre Borodine : Danses Polovtsiennes. Orchestre de la Garde républicaine (direction Roger Boutry) - Disque Déesse (Référence DDLX291-2)
- Roger Boutry : Az'art (2011). Œuvres pour saxophone (Azar, Concerto pour saxophone, Arabesque, Evocation ibérique, Barcarolle, Equanime, Paris canaille, Divertimento) avec Emilie Leclercq (saxophone), Roger Boutry (piano) - Disque Corelia (ASIN B0061R8ZSU)
- Roger Boutry : Œuvres orchestrales (Ikiriu Yorokobi, Tétrade, Wu-Ji, Fête, Concerto pour trompette, Alternances, Chants de l'Apocalypse). Orchestre d'harmonie de la Garde républicaine (direction Roger Boutry) - Disque Corélia (Référence : 2006 CC 850)
- Roger Boutry : Évocations (Variations sur un thème Imaginaire, Évocations, Trombonera, Éclats d'Azur, Métachrome), Musique royale des guides belges (direction Roger Boutry) - Disque Robert Martin (ASIN BOO5CA8SH0)
- Roger Boutry : Etincelles, par le Quatuor de saxophones Jean Ledieu (Références : POL 490115)
- Roger Boutry : Festival, par le Quatuor de clarinettes Edison - Disque Corelia (Référence : 1998 CC 875)
- Roger Boutry : Marche solennelle des Xe Jeux Olympiques d'Hiver, par l'Orchestre du Conservatoire de Paris (direction Roger Boutry) - Disque Polytonal 17.004)
- Roger Boutry : Songe, sonates et croquis (2008), comportant la Sonate pour violon seul dédiée au peintre Paul Ambille). Alexis Galpérine (violon), Roger Boutry (piano) - Disque L'algarade (ASIN B001M5ATEE)
- Roger Boutry : Tubacchanale, David Maillot (saxhorn), Géraldine Dutroncy (piano) - Disque Hybrid'Music (octobre 2008)
- Roger Boutry : Wu-Ji, Musique principale de l'Armée de Terre - Editions Robert Martin (Référence : CD04164) - (ISMN 9790231041644)
- Johannes Brahms : Double Concerto op.102, Gérard Poulet (violon), Jacques Wiederker (violoncelle), Orchestre de la Garde républicaine (direction Roger Boutry) - Disque Déesse (Référence : DDLX 10001)
- Breeze on the sea : Œuvres de Horovitz, Arnold, Hurlstone, Stanford, Bax. Sylvie Hue (clarinette), Roger Boutry (piano) - Label : Syrius. (ASIN B00AX4Z1V6).
- Frédéric Chopin : Concertos no 1 & no 2 pour piano et orchestre. Claude Kahn (piano), Orchestre de la Garde républicaine (direction Roger Boutry). Disque Epidaure (Références 10.042)
- Chorals : Œuvres de Jean-Sebastien Bach, Roger Boutry, Maurice Faillenot. Orchestre de la Garde républicaine (direction Roger Boutry) - Editions Robert Martin
- La Clarinette de la Belle Époque (volumes I & II) Sylvie Hue (clarinette), Roger Boutry (piano). Label : REM (Polygram) 311209 XCD/ 311295 XCD. (ASIN B000028893)
- Alternances avec l'orchestre d'harmonie de la Garde Républicaine, chez Corélia CC875, (1997). Œuvres:Symphonie pour orchestre d'harmonie en si bémol majeur de Paul Hindemith, Theme and variations op.43a d'Arnold Schönberg, Alternances de Roger Boutry, Concerto pour clarinette et ensemble instrumental, "Ebony concerto" d'Igor Stravinsky, Chants de l'apocalypse de Roger Boutry
- Gabriel Fauré : Ballade. Claude Kahn (piano). Orchestre de la Garde républicaine (direction Roger Boutry). Disque Epidaure (Références 10.045)
- César Franck : Variations Symphoniques. Claude Kahn (piano). Orchestre de la Garde républicaine (direction Roger Boutry). Disque Epidaure (Références 10.045)
- Franz Liszt : Concerto no 1. Claude Kahn (piano). Orchestre de la Garde républicaine (direction Roger Boutry). Disque Epidaure (Références 10.040)
- French Masterworks for basson and piano : Œuvres de Boutry, Debussy, Damase, Dutilleux, Fauré, Ibert, Pierné, Vidal. Laura Bennett Cameron (basson), Roger Boutry (piano) - chez Idésens (ASIN B01CFGCF7M)
- Jules Massenet : Le Jongleur de Notre-Dame, avec Jules Bastin, Alain Vanzo, Marc Vento, Chœur et Orchestre National de l'Opéra de Monte-Carlo (direction Roger Boutry) - Disque EMI Classics  (EAN 0724357529723)
- Jules Massenet : Sapho, avec Renée Doria (soprano), Adrien Legros, Gisèle Ory, Elya Waisman, Ginès Sirera. Orchestre de la Garde républicaine, direction Roger Boutry - Disque EMI (La Voix de son Maître - Pressage : 2C16716203 - France), également chez Malibran (CDRG 199)
- Modeste Moussorgsky : Une Nuit sur le Mont Chauve. Orchestre de la Garde républicaine (direction Roger Boutry) - Disque Déesse (Référence DDLX291-2)
- Musique française pour Trompette (2005), Œuvres de Roger Boutry, Jacques Castérède, Théodore Dubois, Jacques Ibert, Claude Pascal, Marcel Mihalovici, avec Daniel Doyon (trompette, Roger Boutry (piano) - Disque Corélia
- Musiques de Kiosque (1994). Œuvres de Strauss, Batifort, Arban, Reynaud, Pichaureau, Offenbach, avec Maurice André (trompette). Orchestre de la Garde républicaine (direction Roger Boutry) - Disque EMI Classics  (EAN 0724355510327)
- Musiques militaires françaises (1978). De la Marche des Mousquetaires du Roi au Chant des Partisans - Orchestre de la Garde républicaine (direction Roger Boutry) - EMI (La Voix de son Maître 1163161 - Code barre : 5099911631613)
- Tableaux symphoniques pour orchestre (1985) : Première suite de Jean-Joseph Mouret, Petite suite d'Albert Roussel et Tableaux symphoniques de Roger Boutry. Orchestre symphonique de la Garde républicaine (direction Roger Boutry) - Disque LP Versailles (VER 35002)
- Révolution française (1990). Avec la participation de Mireille Mathieu dans la Marseillaise. Chœur de l'Armée française et Orchestre de la Garde républicaine (direction Roger Boutry). Disque EMI (ASIN B00000DQY3)
- Henri Sauguet : Les Forains (ballet). Orchestre de la Garde républicaine, direction Roger Boutry - Disque Déesse (Référence DDLX155)
- Robert Schumann : Andante et Variations op.46. Avec Jean-Michel Damase (piano), Roger Boutry (piano), Jean Huchot (violoncelle), Pierre del Vescovo (cor) - Forgotten Records 2009
- Piotr Ilitch Tchaïkovski : Roméo et Juliette. Orchestre de la Garde républicaine, direction Roger Boutry - Disque Déesse (Référence DDLX291-2)

## Interview
Interview par deux musiciens de la Garde républicaine, réalisée en décembre 2012 chez Vandoren à Paris